# クラシック・ロック・ロール・オブ・オナーズ賞
クラシック・ロック・ロール・オブ・オナーズ賞（クラシック・ロック・ロール・オブ・オナーズしょう、英語: Classic Rock Roll of Honour Awards）は、イギリスの音楽雑誌『クラシック・ロック』誌が2005年から毎年授与している賞。日本語では、クラシック・ロック・アワード/クラシックロックアワード、クラシック・ロック・アウォーズなどとも称される。受賞者の選定は、同誌の賞担当チームが、読者の投票に基づいて行なっている。受賞者は、毎年恒例の授賞式のショーで発表され、また、雑誌で特集される。

## 受賞者

### 2005年
授賞式は、ロンドンのカフェ・ド・パリで行われ、司会はアンディ・コッピング (Andy Copping) が務めた。また、モーターヘッドによるアコースティック・ライブが行われた。
- 最優秀新人バンド：ジ・アンサー
- カムバック・オブ・ザ・イヤー：ビリー・アイドル
- ザ・ショーマン：アーサー・ブラウン
- クラシック・ソングライター：イアン・ハンター
- ザ・メタル・グル：ジューダス・プリースト
- クラシック・アルバム：ディープ・パープル『ディープ・パープル・イン・ロック (Deep Purple in Rock)』
- インスピレーション賞：トミー・ヴァンス（英語版）
- V.I.P.：ニール・ウォーノック（英語版）
- ザ・リヴィング・レジェンド：レミー・キルミスター

### 2006年
授賞式は、ロンドンのランガム・ホテルで行われ、司会はアンディ・コッピングが務めた。
- 最優秀新人バンド：ロードスター（英語版）
- アルバム・オブ・ザ・イヤー：アイアン・メイデン『ア・マター・オブ・ライフ・アンド・デス〜戦記 (A Matter of Life and Death)』
- バンド・オブ・ザ・イヤー：ホワイトスネイク
- 最優秀リイシュー：クイーン『オペラ座の夜 (A Night at the Opera)』
- DVD・オブ・ザ・イヤー：ホワイトスネイク『Live... in the Still of the Night』
- イベント・オブ・ザ・イヤー：モンスターズ・オブ・ロックの復活
- クラシック・ソングライター：クイーン
- カムバック・オブ・ザ・イヤー：ニューヨーク・ドールズ
- VIP賞：ロッド・スモールウッド（英語版）
- トミー・ヴァンス・インスピレーション：フィル・ライノット
- クラシック・アルバム：デフ・レパード『ヒステリア (Hysteria)』
- メタル・グル：ロニー・ジェイムス・ディオ
- ザ・リヴィング・レジェンド：アリス・クーパー

### 2007年
授賞式は、ロンドンのランガム・ホテルで行われ、司会はニッキー・ホーンが務めた。
- 最優秀新人バンド：ブラック・ストーン・チェリー
- 最優秀リイシュー：キッス『Kiss Alive! 1975–2000』
- DVD・オブ・ザ・イヤー：フランク・ザッパ『アポストロフィ (') (Apostrophe ('))』、『オーヴァーナイト・センセーション (Over-Nite Sensation)』
- アルバム・オブ・ザ・イヤー：ポーキュパイン・ツリー『フィアー・オブ・ア・ブランク・プラネット (Fear of a Blank Planet)』
- バンド・オブ・ザ・イヤー：ラッシュ
- イベント・オブ・ザ・イヤー：エアロスミス
- クラシック・ソングライター：ステイタス・クォー
- メタル・グル：トニー・アイオミ
- ショーマン賞：ジェフ・ウェイン（英語版）
- クラシック・ロック/チャイルドライン賞：イアン・ペイス、ジャッキー・ペイス (Jackie Paice)
- トミー・ヴァンス・インスピレーション賞：ミック・ロンソン
- アウトスタンディング・コントリビューション：ストーム・ソーガソン
- クラシック・アルバム：ミートローフ『地獄のロック・ライダー (Bat Out of Hell)』
- カムバック・オブ・ザ・イヤー：ヘヴン・アンド・ヘル
- リヴィング・レジェンド：ジミー・ペイジ

### 2008年
授賞式は、ロンドンのシェラトン・パーク・レーン (the Sheraton Park Lane) の大広間で行われ、司会はニッキー・ホーンが務めた。
- 最優秀新人バンド：エアボーン
- 最優秀リイシュー：メタリカ『キル・エム・オール (Kill 'Em All)』、『ライド・ザ・ライトニング (Ride the Lightning)』、『メタル・マスター (Master of Puppets)』
- DVD・オブ・ザ・イヤー：AC/DC『Plug Me In』
- バンド・オブ・ザ・イヤー：フー・ファイターズ
- アルバム・オブ・ザ・イヤー：ホワイトスネイク『グッド・トゥ・ビー・バッド (Good to Be Bad)』
- ソングライター：ピーター・グリーン
- ショーマン賞：ポール・スタンレー
- VIP賞：ハーヴェイ・ゴールドスミス（英語版）
- イベント・オブ・ザ・イヤー：レッド・ツェッペリンのO2アリーナ公演
- メタル・グル：MC5
- クラシック・アルバム：クリーム『カラフル・クリーム (Disraeli Gears)』
- ギブソン・プレゼンツ・トミー・ヴァンス・インスピレーション賞：シド・バレット
- マーシャル11"賞：スラッシュ
- クラシック・ロック/チャイルドライン賞：ブライアン・アダムス
- アウトスタンディング・コントリビューション：ジェフ・ベック
- リヴィング・レジェンド：オジー・オズボーン

### 2009年
授賞式は、ロンドンのシェラトン・パーク・レーンの大広間で行われ、司会はダニー・ボウズが務めた。
- 最優秀新人バンド：チキンフット
- アルバム・オブ・ザ・イヤー：AC/DC『悪魔の氷 (Black Ice)』
- バンド・オブ・ザ・イヤー：アイアン・メイデン
- 最優秀リイシュー：ブラック・サバス『黒い安息日 (Black Sabbath (album))』、『パラノイド (Black Sabbath)』、『マスター・オブ・リアリティ (Master of Reality)』のデラックス・エディション
- DVD/フィルム・オブ・ザ・イヤー：アンヴィル『アンヴィル! 夢を諦めきれない男たち (Anvil! The Story of Anvil)』
- イベント・オブ・ザ・イヤー：ダウンロード・フェスティバル
- アウトスタンディング・コントリビューション：ロニー・ウッド
- トミー・ヴァンス・インスピレーション賞：ジョン・ボーナム
- イノベーター：ジンジャー・ベイカー
- VIP賞：ドック・マギー
- メタル・グル：ビフ・バイフォード
- マーシャル11"賞：ビリー・ギボンズ（英語版）
- チャイルドライン・ロック賞：スティーヴ・ハーレイ（英語版）
- クラシック・ソングライター：ポール・ロジャース
- クラシック・アルバム：エアロスミス『ロックス (Rocks)』
- ブレイクスルー：ジョー・ボナマッサ
- カムバック・オブ・ザ・イヤー：モット・ザ・フープル
- リヴィング・レジェンド：イギー・ポップ[3]

### 2010年
授賞式は、ロンドンのカムデン・ラウンドハウスで行われ、司会はアリス・クーパーが務めた。チープ・トリックと、スラッシュをフィーチャーしたアルター・ブリッジによるライブ演奏が行われた。
- 最優秀新人バンド：ユニオン（英語版）
- アルバム・オブ・ザ・イヤー：スラッシュ『スラッシュ (Slash)』
- バンド・オブ・ザ・イヤー：AC/DC
- イベント・オブ・ザ・イヤー：ジャーニー「ドント・ストップ・ビリーヴィン (Don't Stop Believin')」が全英シングルチャートで6位まで上昇
- リイシュー・オブ・ザ・イヤー：ローリング・ストーンズ『メイン・ストリートのならず者 (Exile on Main St.)』
- DVD/フィルム・オブ・ザ・イヤー：ジュリアン・テンプル監督『ドクター・フィールグッド オイル・シティ・コンフィデンシャル (Oil City Confidential)』
- ブレイクスルー：イメルダ・メイ（英語版）
- スピリット・オブ・プログ：リック・ウェイクマン
- チャイルドライン・ロック賞：グレン・ヒューズ
- マーシャル11"賞：マイケル・シェンカー
- イノベーター：キリング・ジョーク
- クラシック・ソングライター：ロイ・ウッド
- アウトスタンディング・コントリビューション：ジョン・ポール・ジョーンズ
- メタル・グル：ギーザー・バトラー
- クラシック・アルバム：チープ・トリック『チープ・トリックat武道館 (Cheap Trick at Budokan)』
- VIP賞：ジョン・ジャクソン (John Jackson)
- トミー・ヴァンス・インスピレーション賞：ロニー・ジェイムス・ディオ
- リヴィング・レジェンド：ラッシュ[4]

### 2011年
授賞式は、ロンドンのカムデン・ラウンドハウスで行われ、司会はジーン・シモンズが務めた。ジェフ・ベックにスペシャル・ゲストとしてクリッシー・ハインドとジョス・ストーンが加わったライブ演奏が行われた。
- 最優秀新人バンド：ヴィンテージ・トラブル（英語版）
- アルバム・オブ・ザ・イヤー：マイケル・モンロー『センサリー・オーヴァードライヴ (Sensory Overdrive)』
- バンド・オブ・ザ・イヤー：フー・ファイターズ
- イベント・オブ・ザ・イヤー：ロジャー・ウォーターズ「The Wall Live」
- リイシュー・オブ・ザ・イヤー：クイーン、アルバム5枚のリイシュー・パッケージ
- DVD/フィルム・オブ・ザ・イヤー：レミー・キルミスターのドキュメンタリー映画『Lemmy』
- ブレイクスルー：ブラック・カントリー・コミュニオン（英語版）
- スピリット・オブ・プログ：ジェスロ・タル
- イノベーター：ディープ・パープル
- クラシック・ソングライター：マニック・ストリート・プリーチャーズ
- アウトスタンディング・コントリビューション：ボブ・エズリン
- メタル・グル：スコーピオンズ
- クラシック・アルバム：ザ・フー『四重人格 (Quadrophenia)』
- VIP賞：バロン・ウォールマン（英語版）
- トミー・ヴァンス・インスピレーション：スティーヴ・マリオット
- ミュージシャンズ・ユニオン・マエストロ賞：スティーヴ・ウィンウッド
- リヴィング・レジェンド：ジェフ・ベック[5]

### 2012年
授賞式は、ロンドンのカムデン・ラウンドハウスで行われ、司会はダフ・マッケイガンが務めた。レーナード・スキナード、セイント・ジュード、ウォーキング・ペーパーズのライブ演奏が行われた。
- 最優秀新人バンド：トレーサー（英語版）
- アルバム・オブ・ザ・イヤー：ラッシュ『クロックワーク・エンジェルズ (Clockwork Angels)』
- バンド・オブ・ザ・イヤー：ラッシュ
- イベント・オブ・ザ・イヤー：ジンジャー（英語版）がPledgeMusicを通して25万ポンドの資金を集めた
- リイシュー・オブ・ザ・イヤー：ピンク・フロイド『Immersion』
- DVD/フィルム・オブ・ザ・イヤー：ピンク・フロイド『The Story of Wish You Were Here』
- ブレイクスルー：ライヴァル・サンズ（英語版）
- スピリット・オブ・プログ：ファミリー
- クラシック・ソングライター：ラス・バラード
- アウトスタンディング・コントリビューション：ダムド
- メタル・グル：アンスラックス
- クラシック・アルバム：ステイタス・クォー『Live!』
- VIP賞：トニー・スミス（英語版）
- トミー・ヴァンス・インスピレーション：ジョン・ロード
- ミュージシャンズ・ユニオン・マエストロ賞：フィル・マンザネラ
- カムバック賞：レーナード・スキナード
- リヴィング・レジェンド：ZZトップ

### 2013年
授賞式は、ロンドンのカムデン・ラウンドハウスで行われ、司会はフィッシュが務めた。ザ・ダークネス、ザック・ワイルド、ザ・テンペランス・ムーヴメントのライブ演奏が行われた。
- 最優秀新人バンド：ザ・テンペランス・ムーヴメント
- アルバム・オブ・ザ・イヤー：ブラック・サバス『13 (13)』
- バンド・オブ・ザ・イヤー：ローリング・ストーンズ
- イベント・オブ・ザ・イヤー：ブラック・サバス『13 (13)』が様々なチャートで首位に立った
- リイシュー・オブ・ザ・イヤー：フリートウッド・マック『噂 (Rumours)』
- DVD/フィルム・オブ・ザ・イヤー：レッド・ツェッペリン『祭典の日 (Celebration Day』
- ブレイクスルー：ザ・ヴァージンメアリーズ（英語版）
- スピリット・オブ・プログ：アレックス・ライフソン
- イノベーター：ウィルコ・ジョンソン
- クラシック・ソングライター：レイ・デイヴィス
- アウトスタンディング・コントリビューション：モット・ザ・フープル
- メタル・グル：ザック・ワイルド
- クラシック・アルバム：ジョン・メイオール『ジョン・メイオール&ザ・ブルースブレイカーズ・ウィズ・エリック・クラプトン (Blues Breakers with Eric Clapton)』
- VIP賞：シェップ・ゴードン
- トミー・ヴァンス・インスピレーション：ロリー・ギャラガー
- ミュージシャンズ・ユニオン・マエストロ賞：ジェームス・ディーン・ブラッドフィールド
- ショーマン・オブ・ザ・イヤー：ザ・ダークネス
- リヴィング・レジェンド：ブラック・サバス[6]

### 2014年
授賞式は、ロサンゼルスのアバロン・ハリウッドで行われ、司会はサミー・ヘイガーが務めた。キングス・オブ・カオス、スコット・ウェイランド&ザ・ワイルドアバウツ、ライヴァル・サンズ、カリフォルニア・ブリードのライブ演奏が行われた。
- 最優秀新人バンド：ザ・キャディラック・スリー（英語版）
- アルバム・オブ・ザ・イヤー：ウィルコ・ジョンソンとロジャー・ダルトリー『Going Back Home』
- バンド・オブ・ザ・イヤー：クイーン+アダム・ランバート
- リイシュー・オブ・ザ・イヤー：レッド・ツェッペリン『レッド・ツェッペリン I (Led Zeppelin)』、『レッド・ツェッペリン II (Led Zeppelin II)』、『レッド・ツェッペリン III (Led Zeppelin III)』
- DVD/フィルム・オブ・ザ・イヤー：メタリカ『メタリカ・スルー・ザ・ネヴァー (Metallica Through the Never)』
- アウトスタンディング・コントリビューション：ジェフ・リン
- メタル・グル：デイヴ・ムステイン
- クラシック・アルバム：オジー・オズボーン『ブリザード・オブ・オズ〜血塗られた英雄伝説 (Blizzard of Ozz)』
- VIP賞：シャロン・オズボーン
- トミー・ヴァンス・インスピレーション：ドアーズ
- ミュージシャンズ・ユニオン・マエストロ賞：ジョー・ペリー
- ザ・ブルースマン：エリック・バードン
- リヴィング・レジェンド：グレッグ・オールマン

### 2015年
授賞式は、ロンドンのカムデン・ラウンドハウスで行われ、司会はクリス・ジェリコが務めた。ヨーロッパ、ブラックベリー・スモーク、YOSHIKIのライブ演奏が行われた。
- 最優秀新人バンド：ウィ・アー・ハーロット（英語版）
- アルバム・オブ・ザ・イヤー：アイアン・メイデン『魂の書〜ザ・ブック・オブ・ソウルズ〜 (The Book of Souls)』
- バンド・オブ・ザ・イヤー：AC/DC
- リイシュー・オブ・ザ・イヤー：レッド・ツェッペリン
- DVD/フィルム・オブ・ザ・イヤー：フー・ファイターズ『Sonic Highways』
- カムバック：ヨーロッパ
- ショーマン・オブ・ザ・イヤー：ノディ・ホルダー
- アウトスタンディング・コントリビューション：ニルス・ロフグレン（英語版）
- クラシック・アルバム：アリス・クーパー『悪夢へようこそ (Welcome to My Nightmare)』
- VIP賞：ロッド・マクスウィーン (Rod McSween)
- トミー・ヴァンス・インスピレーション：ジミ・ヘンドリックス
- リヴィング・レジェンド：クイーン[7]

### 2016年
授賞式は、東京の両国国技館で行われ、司会はデイヴ・ムステインと尾上松也が務めた。ジェフ・ベック、ジョー・ペリー、ルドルフ・シェンカー、ジョニー・デップ、フィル・コリン、リッチー・サンボラ・アンド・オリアンティ、テスラ、チープ・トリックなどのライブ演奏が行われた。
この年の授賞式は、KLab傘下の KLab Entertainment が主催者の一角に加わり、観客から入場料を徴収する形で行われた。事前の告知では、ジェフ・ベック、ジミー・ペイジら多数が、「出演アーティスト」として告知された。宣伝の中では、ベックとペイジの日本初共演も予告された。当日、ペイジは、アイコン賞をベックに授与するプレゼンターとして登場したが、演奏はしなかった。これは各方面からの失望や批判を呼び、主催者側は「誰がプレゼンターで誰が演奏するのかということについて認識の相違があった」ことを認め、希望者へのチケット代金の返金に応じた。
- 最優秀新人バンド：ザ・ストラッツ
- アルバム・オブ・ザ・イヤー：デフ・レパード『デフ・レパード (Def Leppard)』
- バンド・オブ・ザ・イヤー：エレクトリック・ライト・オーケストラ
- リイシュー・オブ・ザ・イヤー：クイーン『Queen: The Studio Collection』
- イースタン・ブレイクスルー・メイル・バンド：ONE OK ROCK
- ジャパン・ネクスト・ジェネレーション・プライズ：BAND-MAID
- アジアン・アイコン賞：YOSHIKI
- 最優秀アジアン・パフォーマー：サラ・ヘロニモ
- アイコン賞：ジェフ・ベック[11]